# Cerje (Vrbovec)
 Cerje  falu Horvátországban Zágráb megyében. Közigazgatásilag Vrbovechez tartozik.

## Fekvése
Zágrábtól 35 km-re északkeletre, községközpontjától 2 km-re északra a megye északkeleti részén fekszik.

## Története
A települést 1510-ben birtokként említik először. 1857-ben 125, 1910-ben 234 lakosa volt. Trianonig Belovár-Kőrös vármegye Kőrösi járásához tartozott. 2001-ben 207 lakosa volt. Egyre jobban a közeli Vrbovec vonzáskörzetébe kerül és városiasodik. A falu feletti szőlőültetvényeken és pincékben a lakók bortermeléssel foglalkoznak.

## Lakosság
| Lakosság változása | Lakosság változása | Lakosság változása | Lakosság változása | Lakosság változása | Lakosság változása | Lakosság változása | Lakosság változása | Lakosság változása | Lakosság változása | Lakosság változása | Lakosság változása | Lakosság változása | Lakosság változása | Lakosság változása |
| ------------------ | ------------------ | ------------------ | ------------------ | ------------------ | ------------------ | ------------------ | ------------------ | ------------------ | ------------------ | ------------------ | ------------------ | ------------------ | ------------------ | ------------------ |
| 1857               | 1869               | 1880               | 1890               | 1900               | 1910               | 1921               | 1931               | 1948               | 1953               | 1961               | 1971               | 1981               | 1991               | 2001               |
| 125                | 134                | 115                | 176                | 226                | 234                | 229                | 228                | 242                | 251                | 233                | 231                | 212                | 229                | 207                |

## Nevezetességei
A központjában található kápolna.

## Külső hivatkozások
Vrbovec város hivatalos oldala